# Advocat de la ciutat
Durant la baixa edat mitjana les principals ciutats dels Països Catalans tenien la figura de l'advocat de la ciutat, o també dit advocat de la universitat, que era el jurista responsable de defensar legalment els interessos i privilegis de la corporació municipal davant de tercers. No era estrany, però, contractar els serveis d'un advocat extraordinari per a casos puntuals que cobrava per cada consulta que se li feia. Aquests últims sovint se'ls contractava d'aquesta manera en espera que una de les places quedés vacant.
A Barcelona se'n té la primera notícia el 1350, quan la ciutat en tenia dos i el càrrec era teòricament bianual però vitalici a la pràctica. València en disposava també com a mínim des del 1401, i la ciutat de Mallorca des del 1440. Coneixien bé la complexitat jurídica dels regnes d'aquell temps i les seves resolucions eren cabdals en les decisions que acabaven prenent els consells municipals. Tants és així que aquesta feina era molt cobejada per les famílies més importants de les ciutats que en tenien.
Des del segle xv i fins a l'eliminació de la institució el 1714, qualsevol jurista que pretengués entrar al Consell d'Aragó o a les Audiències havia d'haver exercit abans d'advocat del general o d'advocat de la ciutat.